# Lamkunyet
Lamkunyet is een bestuurslaag in het regentschap Aceh Besar van de provincie Atjeh, Indonesië. Lamkunyet telt 526 inwoners (volkstelling 2010).